# Casla
Casla es un municipio y localidad española de la provincia de Segovia, en la comunidad autónoma de Castilla y León. Está situado al pie de la Sierra de Guadarrama, junto a la carretera N-110 y próximo a la A-1, y cuenta con una población de 155 habitantes (INE 2024).

## Geografía

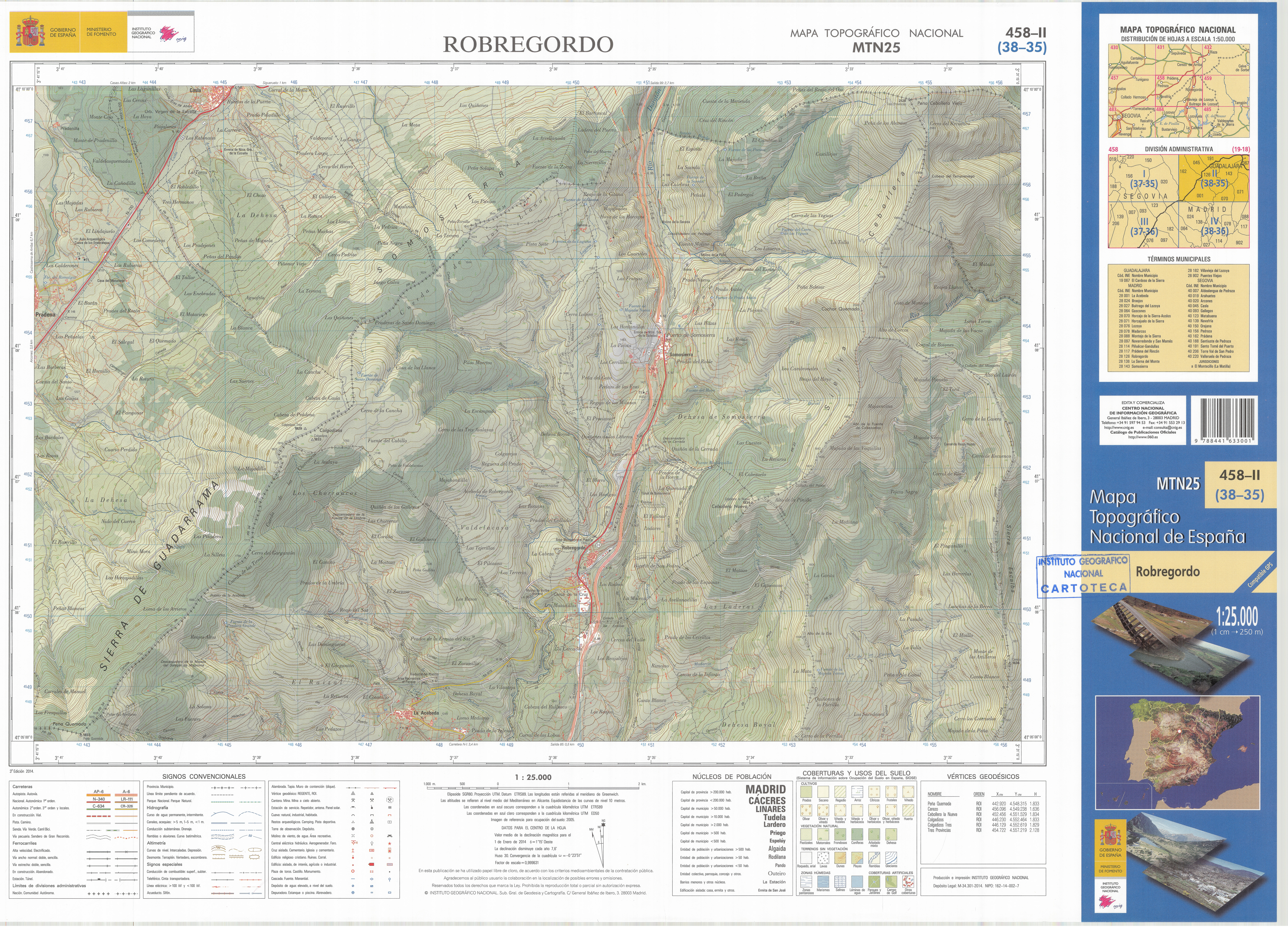
Fragmento de la hoja 458 del Mapa Topográfico Nacional de España de 2014 en el que se representa la parte sur de Casla

Se sitúa a 49 kilómetros de la capital segoviana. El término municipal está atravesado por la carretera N-110 entre los pK 141 y 144. 

El relieve del municipio está caracterizado por la vertiente occidental de la Sierra de Somosierra y la meseta castellana que la sucede. El río Caslilla, afluente del Duratón, es el más destacables de los cursos fluviales del territorio, en el que también existen varios arroyos. La altitud del municipio oscila entre los 1810 metros en el extremo sureste, en el límite con la provincia de Madrid, y los 1040 metros a orillas del río Caslilla. El pueblo se alza a 1082 metros sobre el nivel del mar. 

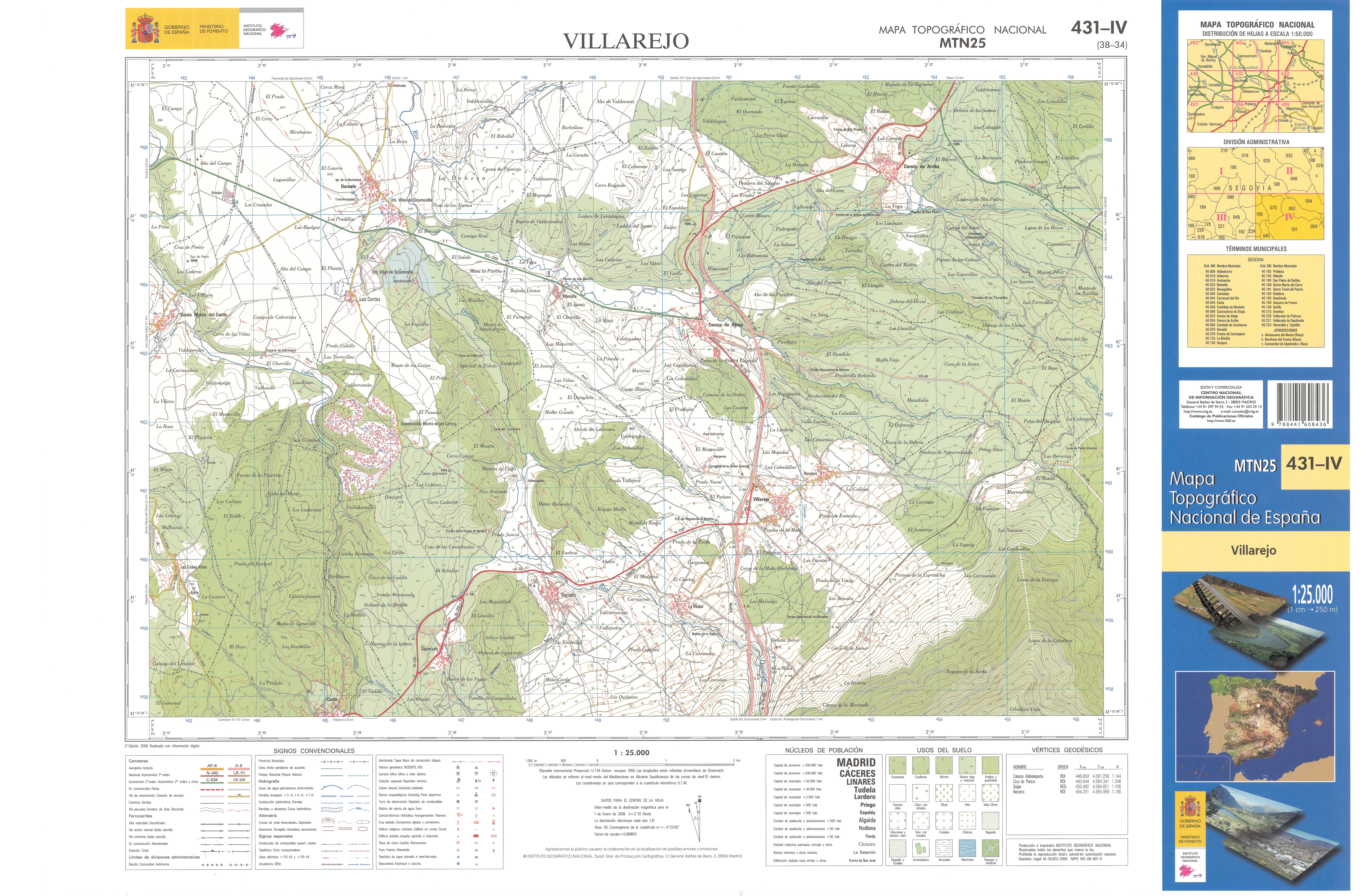
Fragmento de la hoja 431 del Mapa Topográfico Nacional de España de 2008 en el que se representa parte la norte de Casla

| Noroeste: Ventosilla y Tejadilla | Norte: Santa Marta del Cerro       | Noreste: Santo Tomé del Puerto |
| Oeste: Prádena                   |                                    | Este: Santo Tomé del Puerto    |
| Suroeste: Prádena                | Sur: Prádena y Robregordo (Madrid) | Sureste: Robregordo (Madrid)   |

## Historia
Los primeros habitantes conocidos de Casla vivieron en el periodo Calcolítico, unos 2000 o 3000 años antes de Cristo, según la datación de los restos arqueológicos encontrados en el cañón del río Caslilla. 
Su término municipal está enclavado en la zona que habitaron los arévacos, pueblo celtíbero de economía eminentemente ganadera, que se opusieron a la dominación romana. 
Casla es un topónimo visigodo que proviene del latín vulgar, cuyo significado es casilla, casita o cabaña. Esto nos está hablando del origen del pueblo: una casa utilizada como refugio por los pastores que cuidaban el ganado que pastaba al pie de la sierra. 
La invasión árabe en el siglo VIII supuso la despoblación de una buena parte del centro de la península, pero este no fue el caso de Casla, como lo atestigua la permanencia de su nombre visigodo. Posteriormente el Fuero de Sepúlveda supuso la repoblación de este lado de la sierra, siendo lo más probable que algunos oriundos de la actual Rioja, los serranos, se asentaran en Casla e hicieran a San Pedro Apóstol patrón del pueblo.
La primera aparición conocida de Casla en un documento escrito se produce en el año 1247. La antigua iglesia de Casla fue construida en los siglos XII y XIII. Es decir, Casla era una población totalmente consolidada en el siglo XIII, quedando englobada en el Ochavo de Prádena de la Comunidad de villa y tierra de Sepúlveda.
Se tiene noticia de la donación al municipio, por parte de la reina Juana de Castilla, la llamada Loca, de un monte de su término municipal. También se conoce la aportación de sabinas por parte del concejo para la construcción de la flota de la Armada Invencible. Gracias al Catastro del Marqués de la Ensenada se tiene un buen conocimiento de Casla a mediados del siglo XVIII. 
Se sabe de la estancia del ejército napoleónico en Casla, del paso del general Benito San Juan por su sierra después de la Batalla de Somosierra, y de las incursiones de los guerrilleros de El Empecinado y de Juan Abril durante la Guerra de la Independencia. Con motivo de las guerras carlistas, también pasó por Casla el ejército del general Gómez. 
En los inicios del siglo XX, Casla alcanzó su máximo número de habitantes, para ir decayendo a partir de la década de 1920, siendo después de la Guerra Civil, principalmente en las décadas de los 50 y 60 del siglo, cuando se produjo, como en casi toda España, la emigración a las ciudades, principalmente a Madrid y al extranjero. 

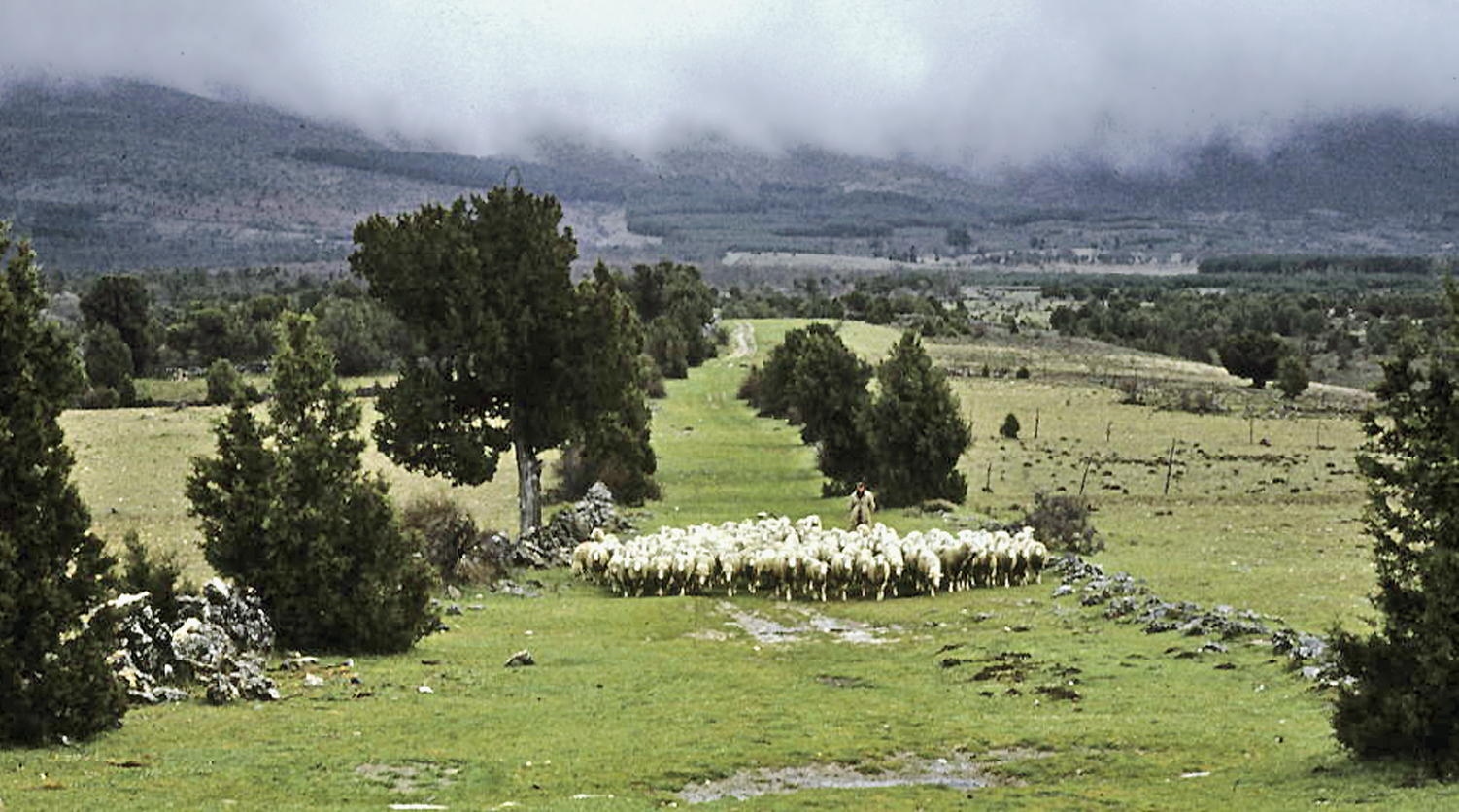
Pastor y rebaño en la década de 1970

Pero el hecho que marcó la vida de Casla hasta épocas muy recientes, fue la creación en la Edad Media del Honrado Concejo de la Mesta. Por la falda de la sierra, transcurre la Cañada Real Soriana Occidental, y por el puerto de Somosierra la Cañada Real Segoviana. La economía de Casla ha girado siempre en torno al ganado trashumante, con un gran número de hombres dedicados al pastoreo, yendo en el otoño con el ganado a las dehesas de Extremadura y del Valle de Alcudia y regresando al final de la primavera a los pastos de montaña. Mientras, la mujer del pastor se encargaba de la cría de los hijos, de las labores agrícolas, del ganado y del mantenimiento de la casa, sin que faltara el cuidado de algún abuelo.

## Demografía
Cuenta con una población de 155 habitantes (INE 2024).
| Gráfica de evolución demográfica de Casla entre 1842 y 2021                                                           |
| |
| Población de derecho según los censos de población del INE. Población de hecho según los censos de población del INE. |

## Administración y política
| Periodo   | Nombre                                            | Partido   |
| --------- | ------------------------------------------------- | --------- |

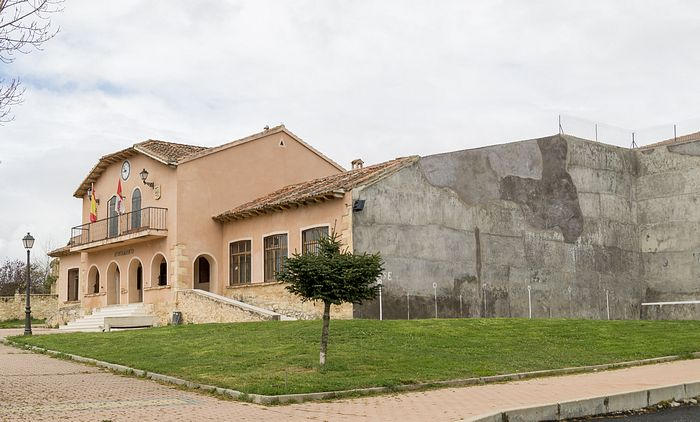
Casa consistorial y frontón

| 1979-1983 | Ignacio Aránguez Cristóbal                        | UCD       |
| 1983-1987 | Francisco Bermejo San Juan                        | AP-PDP-UL |
| 1987-1991 | Francisco Sanz Lázaro                             | PDP       |
| 1991-1995 | Ángel Carretero Heras                             | PP        |
| 1995-1999 | Ángel Carretero Heras                             | PP        |
| 1999-2003 | Jesús María Sanz Martín                           | PP        |
| 2003-2007 | Carlos Municio Sanfabio                           | PP        |
| 2007-2011 | Jesús María Sanz Martín                           | PP        |
| 2011-2015 | Jesús María Sanz Martín                           | PP        |
| 2015-2019 | Óscar San Juan García                             | PP        |
| 2019-2023 | Juan Carlos García Roldán Carlos Municio Sanfabio | PSOE      |
| 2023-act. | David Moreno Muñoz                                | PSOE      |

## Cultura

### Patrimonio

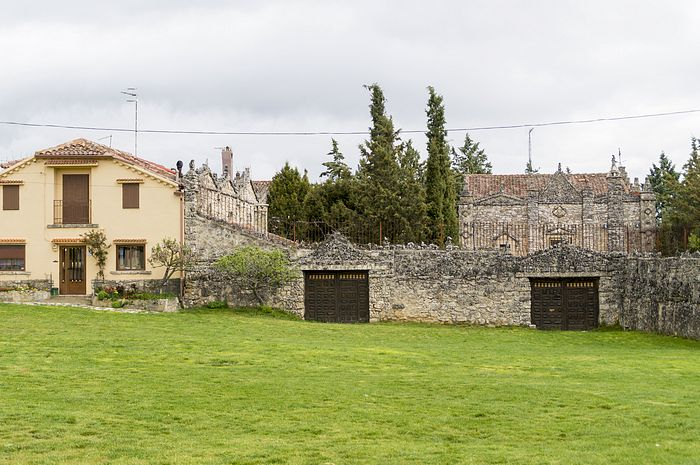
Casa singular de piedra

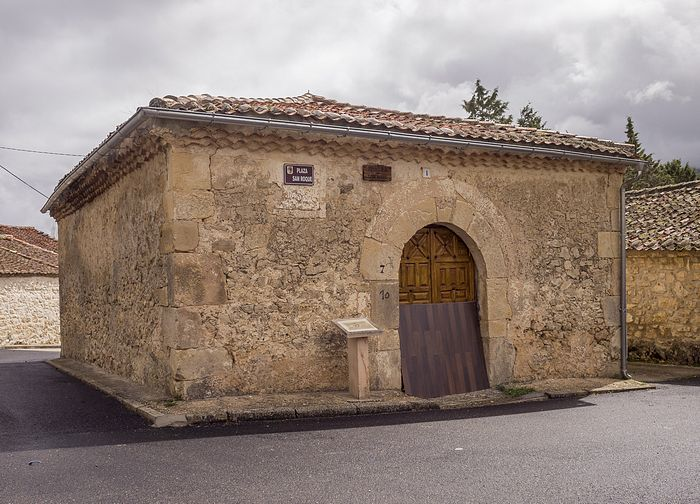
Ermita

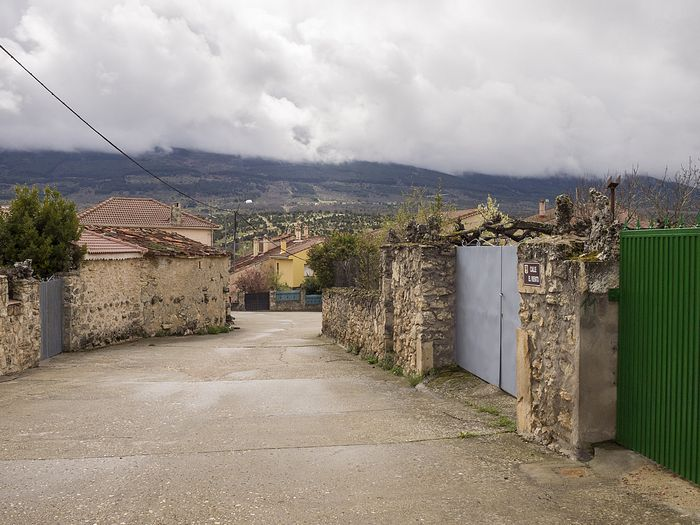
Paisaje desde el pueblo

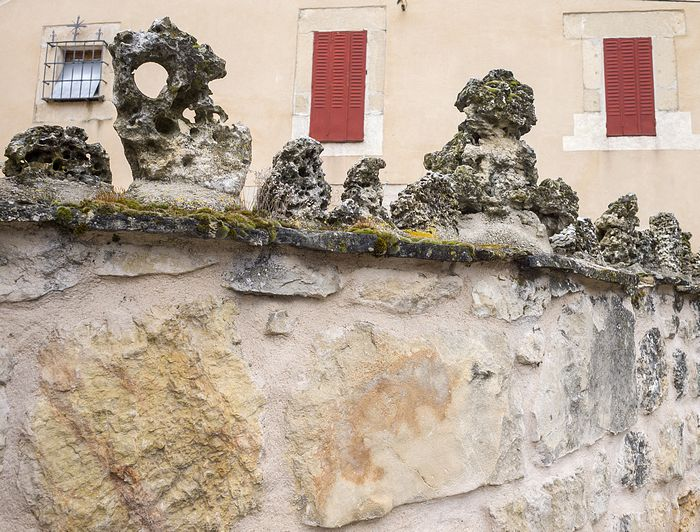
Piedras de ornamentación

El pueblo de Casla asciende formando calles estrechas, dentro de su casco urbano, el edificio más destacado es la iglesia parroquial de San Pedro, una sencilla, pero monumental construcción de tres naves, con la cabecera orientada hacia el sur. La nave central es la más alta y se remata con el presbiterio. En el interior de la iglesia, destacan varios retablos barrocos y neoclásicos. De entre todos sobresale el retablo mayor, que es barroco y de tres calles. En sus hornacinas se albergan las imágenes de San Pedro, San Antón y de la Virgen del Carmen. Además la iglesia de San pedro cuenta con una custodia de sol realizada en Segovia a mediados del siglo XVIII.
- Ermita de San Roque: Se localiza en lo que antiguamente debían ser las afueras del pueblo. Se trata de un humilladero edificado en el siglo XVIII en un estilo sencillo y austero y en el que se guarda la imagen de San Roque.

- Ermita de Nuestra Señora de la Estrella: Al pie de la sierra, rodeado de sabinas y olmos, se encuentra la ermita de Ntra. Señora de la Estrella. En ella existe un cuadro que recuerda que los fieles Alejandro Ramos, Tomás Sanz, Gabriel Vega y Marcos Martín invocaron a la virgen ante una gran tormenta, de la cual pudieron salir ilesos al descargar una exhalación, que, sin embargo mató a un perro que se encontraba con ellos. Este templo fue restaurado mediante las limosnas ofrecidas en el año 1669. Era costumbre que en la víspera de la Asunción, a las doce de la noche, todos los jóvenes y resto del pueblo iban a la ermita a rezar el rosario, cantar la salve y, los más jóvenes, con instrumentos de cuerda, cantaban unas coplillas, para depositar luego un ramo de flores en el alero del tejado de la puerta.

- La Fragua y el Potro de Herrar: Pueblo de gran tradición ganadera, Casla conserva su potro de herrar y su fragua. Ambos son mudos testigos de formas de vida ya extinguidas y eran muy importantes para el desarrollo de las labores cotidianas. El primero es de enebro, madera de excelente calidad muy abundante en el término. La segunda se ha convertido en almacén.

- Cuevas de Casla: Cueva de la Carretera, de la Cocinilla y de la Curva. Se puede consultar más información en el libro -Catálogo de cavidades de Arcones, Prádena, Casla y Sigueruelo-.

### Fiestas
- San Pedro - 29 de junio.
- Virgen de la Estrella - Segundo domingo de septiembre.
- Santa Águeda - Primer fin de semana de febrero.

### Caslarock
Festival de rock sin ánimo de lucro que organiza el Ayuntamiento de Casla, en busca de un espacio de cultura en el que atraer a la gente de la zona y a visitantes del resto de la geografía española. La primera idea se fraguó en el año 2009, como una mera ilusión, lo que al final y gracias al esfuerzo de todos se ha convertido en una realidad visible para el pueblo y para el entorno. 
El formato ideado para el festival es sencillo pero de una eficacia comprobada. Entrada gratuita y zona de acampada libre habilitada durante todo el fin de semana del festival.
El sábado 18 de julio de 2009 en Casla nace en el campo de fútbol de las Canteras la 1.ª edición del Caslarock. Los que actuaron en la 1.ª edición fueron las bandas Stafas, Delito y medio, Encrudo, JennyJames y Excómunion.
La 2.ª edición se celebró el sábado 10 de julio de 2010, también en el campo de fútbol de Las Canteras. El formato del festival se conservó debido a su buen funcionamiento en la edición anterior. El cartel de la edición 2010 lo compusieron las bandas Luter, Conmora, El vicio del duende, Encrudo, Kaxta, En espera.
La 3.ª edición se celebró el sábado 2 de julio de 2011, en el campo de fútbol de Las Canteras. El cartel lo formaron las bandas Sinkope, Debruces, Memoria de Pez, Stafas, A Tiro, La Linga.

### Leyendas
Una de las leyendas más conocidas de Casla es la que cuenta la aparición de la Virgen de la Estrella a un pastor. Su imagen se le apareció al pastor en una estepa y la intenta trasladar; pero cuando traspasa los límites del término municipal la imagen desaparece. El pastor regresa de nuevo al lugar de la aparición y allí la vuelve a encontrar. Los nuevos intentos para trasladar la imagen tienen los mismos resultados, y en el lugar donde apareció se construyó la ermita. No se sabe cuándo se produjo esta aparición, pero tuvo que ser después del siglo XI, es decir, cuando los árabes habían abandonado esta zona de la Sierra y, como muy tarde, antes del siglo XVI, puesto que hay noticias ciertas de que la Ermita ya existía a finales de este siglo. La advocación bajo la que se veneraba a la Virgen, Nuestra Señora del Estepar, estaba relacionada precisamente con el arbusto donde tuvo lugar la aparición, una estepa. Es aproximadamente hacia el año 1665 cuando se produce el cambio de advocación, para pasar a ser Nuestra Señora de la Estrella. Cuenta, además, una leyenda local que en las noches de Gran Luna -probablemente refiriéndose a las noches de superluna-, la mujer más maravillosa que existe sale a contemplar las estrellas; y a ser rondada a la Luz de la Luna.

### Asociación Cultural Provincial
Casla es la sede de la Asociación Cultural Provincial La Colodra, que organiza numerosos eventos a lo largo del año, especialmente en la llamada Semana Cultural, que tiene lugar en agosto.